# 対処
| ウィキペディアには「対処」という見出しの百科事典記事はありません（タイトルに「対処」を含むページの一覧/「対処」で始まるページの一覧）。 代わりにウィクショナリーのページ「対処」が役に立つかもしれません。 |